# Episodi di Halt and Catch Fire (prima stagione)
La prima stagione della serie televisiva Halt and Catch Fire, composta da 10 episodi, è stata trasmessa in prima visione negli Stati Uniti sul canale AMC dal 1º giugno al 3 agosto 2014.
In Italia la stagione è stata trasmessa in prima visione su Rai 4, in seconda serata, dal 13 marzo al 10 aprile 2019.
| nº | Titolo originale     | Titolo italiano         | Prima TV USA   | Prima TV Italia |
| -- | -------------------- | ----------------------- | -------------- | --------------- |
| 1  | I/O                  | Input/Output            | 1 giugno 2014  | 13 marzo 2019   |
| 2  | FUD                  | Paura incertezza dubbio | 8 giugno 2014  | 13 marzo 2019   |
| 3  | High Plains Hardware | La scalata all'hardware | 15 giugno 2014 | 20 marzo 2019   |
| 4  | Close to the Metal   | Nel cuore dell'hardware | 22 giugno 2014 | 20 marzo 2019   |
| 5  | Adventure            | Adventure               | 29 giugno 2014 | 27 marzo 2019   |
| 6  | Landfall             | Caduto a terra          | 6 luglio 2014  | 27 marzo 2019   |
| 7  | Giant                | Il gigante              | 13 luglio 2014 | 3 aprile 2019   |
| 8  | The 214s             | I 214 S                 | 20 luglio 2014 | 3 aprile 2019   |
| 9  | Up Helly Aa          | Il gigante e la fionda  | 27 luglio 2014 | 10 aprile 2019  |
| 10 | 1984                 | 1984                    | 3 agosto 2014  | 10 aprile 2019  |

## Input/Output
- Titolo originale: I/O
- Diretto da: Juan José Campanella
- Scritto da: Christopher Cantwell e Christopher C. Rogers

### Trama
L'azienda texana Cardiff Electronics assume un nuovo dipendente da New York. Apparentemente l'uomo lavora per IBM, ma dopo aver ottenuto il nuovo lavoro diventa chiaro che ha un obiettivo segreto e non è esattamente chi afferma di essere.
- Ascolti USA: 1 190 000 telespettatori – rating/share 18-49 anni 0,34%[6][7]
- Ascolti Italia: 118 000 telespettatori – share 0,84%[1]

## Paura incertezza dubbio
- Titolo originale: FUD
- Diretto da: Juan José Campanella
- Scritto da: Christopher Cantwell e Christopher C. Rogers

### Trama
La squadra di Joe deve mettere da parte le rivalità interne e iniziare a costruire la nuova macchina.
- Ascolti USA: 970 000 telespettatori – rating/share 18-49 anni 0,32%[8][7][N 6]
- Ascolti Italia: 99 000 telespettatori – share 1,29%[1]

## La scalata all'hardware
- Titolo originale: High Plains Hardware
- Diretto da: Karyn Kusama
- Scritto da: Jason Cahill

### Trama
Gordon e Cameron lottano per trasformare la visione di Joe in realtà; Joe e Bosworth cercano i fondi per realizzare la nuova macchina.
- Ascolti USA: 765 000 telespettatori – rating/share 18-49 anni 0,20%[7]
- Ascolti Italia: 58 000 telespettatori – share 0,47%[2]

## Nel cuore dell'hardware
- Titolo originale: Close to the Metal
- Diretto da: Johan Renck
- Scritto da: Jonathan Lisco

### Trama
Cameron ha quasi completato il BIOS; quando una crisi minaccia il futuro del progetto, è necessario l'intero team per salvarlo.
- Ascolti USA: 844 000 telespettatori – rating/share 18-49 anni 0,35%[9][7]
- Ascolti Italia: 21 000 telespettatori – share 0,28%[2]

## Adventure
- Titolo originale: Adventure
- Diretto da: Ed Bianchi
- Scritto da: Dahvi Waller

### Trama
Cameron è irritata dalla nuova gestione; Joe e Gordon cercano di ottenere una tecnologia fondamentale per il computer.
- Ascolti USA: 575 000 telespettatori – rating/share 18-49 anni 0,20%[7]
- Ascolti Italia: 128 000 telespettatori – share 1,11%[3]

## Caduto a terra
- Titolo originale: Landfall
- Diretto da: Larysa Kondracki
- Scritto da: Zack Whedon

### Trama
Cameron e Gordon si scontrano sui loro diversi piani per il sistema operativo del computer mentre Joe fatica a connettersi con i suoi colleghi.
- Ascolti USA: 718 000 telespettatori – rating/share 18-49 anni 0,24%[10][7]
- Ascolti Italia: 66 000 telespettatori – share 1,01%[3]

## Il gigante
- Titolo originale: Giant
- Diretto da: Jon Amiel
- Scritto da: Jamie Pachino

### Trama
Quando una persona del passato di Joe gli fa visita, il suo legame con Cameron viene minacciato; nel frattempo il prezzo del lavoro di Gordon lo raggiunge.
- Ascolti USA: 832 000 telespettatori – rating/share 18-49 anni 0,30%[11][N 7]
- Ascolti Italia: 86 000 telespettatori – share 0,65%[4]

## I 214 S
- Titolo originale: The 214s
- Diretto da: Daisy von Scherler Mayer
- Scritto da: Dahvi Waller e Zack Whedon

### Trama
Lo scandalo sconvolge la Cardiff Electric mentre il team finalizza i preparativi per il COMDEX. Bosworth fa un sacrificio per il bene del programma PC.
- Ascolti USA: 627 000 telespettatori – rating/share 18-49 anni 0,25%[7]
- Ascolti Italia: 56 000 telespettatori – share 0,73%[4]

## Il gigante e la fionda
- Titolo originale: Up Helly Aa
- Diretto da: Terry McDonough
- Scritto da: Jason Cahill

### Trama
Avversari imprevisti e nuove complicazioni minacciano di far deragliare tutto ciò per cui il team di Cardiff Electric ha lavorato in previsione del COMDEX.
- Ascolti USA: 549 000 telespettatori – rating/share 18-49 anni 0,19%[7]
- Ascolti Italia: 172 000 telespettatori – share 1,27%[5]

## 1984
- Titolo originale: 1984
- Diretto da: Juan José Campanella
- Scritto da: Christopher Cantwell e Christopher C. Rogers

### Trama
Mentre Gordon e Joe si preparano a inaugurare il Giant, un difetto sospetto mette in discussione la loro collaborazione. Cameron prende in mano il suo futuro.
- Ascolti USA: 574 000 telespettatori – rating/share 18-49 anni 0,18%[7]
- Ascolti Italia: 85 000 telespettatori – share 1,07%[5]